# Amitriptyline
Amitriptyline, onder andere verkrijgbaar onder de merknamen Tryptizol, Sarotex en Redomex, is een tricyclisch antidepressivum. Het is een witte kristalachtige stof, meestal verkrijgbaar in tabletvorm.
Amitriptyline wordt voornamelijk voorgeschreven bij klinische depressies. Daarnaast kan het - in lage doseringen - worden voorgeschreven bij slapeloosheid, migraine en chronische pijn.
De stof is opgenomen in de lijst van essentiële geneesmiddelen van de WHO.